# Azon

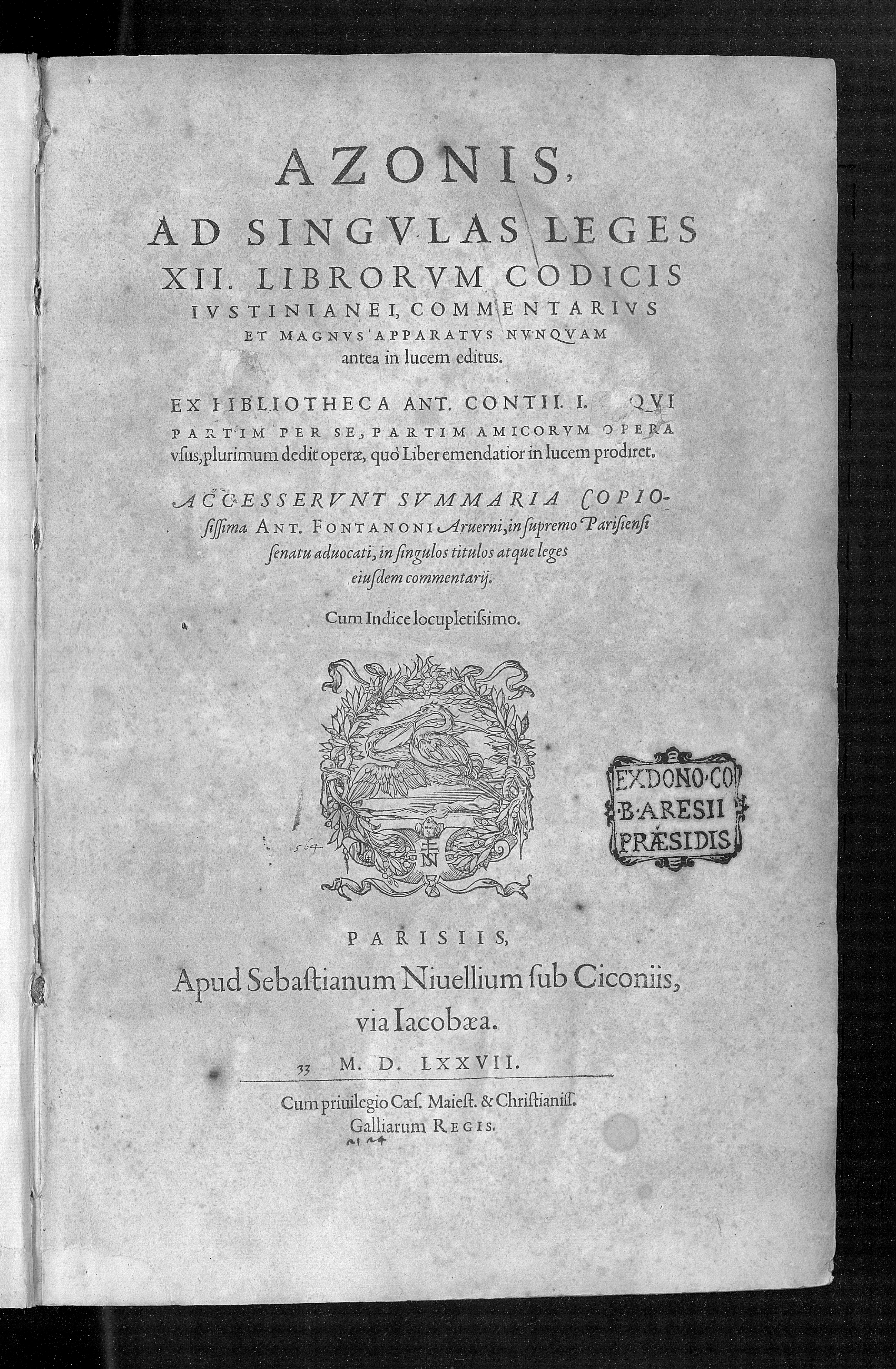
Ad singulas leges XII librorum Codicis Iustinianei commentarius, 1577

Azon (ur. przed 1190, zm. 1220) – włoski prawnik, przedstawiciel szkoły glosatorów, nauczał w Bolonii. Uczeń Johannesa Bassianusa, nauczyciel Accursiusa. Pisał komentarze "sumy" do Kodeksu Justyniana (Summa Codicis) i Instytucji Justyniana (Summa Institutionum). Ułożył też wiele glos do prawodawstwa justyniańskiego, szczególnie Digestów.
Znaczenie prac Azona dla rozwoju prawa rzymskiego w Europie było bardzo duże. Jego "sumy" stały się podręcznikiem tego prawa i wydawano je aż do początków XVII w. Szczególnym poważaniem cieszył się we Włoszech, gdzie ukuto powiedzenie (Chi on ha Azzo non vada al palazzo), które interpretowano, np. "Kto nie ma Azona, ten niech nie idzie do sądu" ew. "Kto nie ma po swojej stronie Azona, ten nie powinien wnosić swojej sprawy do sądu".